# 李載ヒョン
李 載灐（イ・ジェヒョン、朝鮮語: 이재형/李載灐、1914年11月7日 - 1992年1月30日）は、日本統治時代の朝鮮の独立運動家、大韓民国の金融組合役員、政治家。第5代商工部長官、制憲・第2・4・5・7・11・12代韓国国会議員を歴任し、第4代議員在職中は民議院副議長を、第12代議員在職中は全期間の国会議長を務めた。
本貫は全州李氏。号は雲耕（ウンギョン、운경）。漢字表記は李載瀅とも。宣祖の7男の仁城君の9代孫で、DLグループ創業者の李載濬は弟、実業家の李埈鎔は甥、李海旭は従孫。元朝鮮総督府中枢院参議の柳正秀は妻の祖父、長女の夫は元憲兵司令官の元容徳の息子の元昶喜将軍である。また、元国会議員の金鍾植は次女の元夫、安養市長と国会議員を務めた李奭鎔は従甥。

## 経歴
日本統治時代の京畿道始興郡軍浦邑山本里出身。京畿中学校在学中に光州学生事件に関与して中退した。その後は培材中学校・第一高等普通学校・培材高等普通学校を卒業し、1938年に中央大学専門部法学科を卒業した。京城第一高等普通学校在学中には共産主義活動を行う読書会員の検挙に巻き込まれたが、後の調査によると李は共産主義の研究にとどまったため、不起訴となった。慶尚南道・京畿道各地の金融組合の理事を務めた後、光復後に朝鮮金融組合連合会事業部長・顧問を務めた。1948年の初代総選挙で無所属で制憲議員に当選した後、国会財政経済委員長、商工部長官（1952年〜1953年）、中央経済委員長、政府税制改革委員、行政科・財政学担当高等考試委員、弾劾裁判所審判官、韓米合同経済委員会企画分科委員長、民議院副議長、民主党・民衆党指導委員、民衆党中央委員会委員長、新韓党政務委員・政策審議会議長、新民党企画委員・副総裁、国政諮問委員、民主正義党結党準備委員長・代表委員・常任顧問・全党大会議長、韓日議員連盟・韓日親善協会会長、全州李氏大同宗約院院長、制憲同志会会長、国会議長（1985年〜1988年）を歴任した。
1992年1月30日、ソウル市鐘路区社稷洞の自宅で老衰により死去。享年78。

## 歩み
韓国建国初期の自由党時期は李範奭の「族青系」に分類され、1960年から新民党などの野党に行った。1970年に柳珍山との党権競争で敗れた後、1971年からの約10年間は政界を事実上引退した状態であった。再び政界に戻ったのは1979年の10・26事件の後、全斗煥の新軍部の勧誘で、翌1980年に国際諮問委員に就任した時である。その後は再び与党人事となったが、1983年に新軍部との摩擦が発生したため、「自殺か他殺か」という毒舌な発言を残して民主正義党代表委員を退任した。1988年の盧泰愚政権成立以降は政界から事実上引退し、特に3党合同以降はソウルを離れ、郷里で隠居した。

## エピソード
1948年に始興安養中学開校時は同校理事を務めた。
第5共和国時代の国会議長だったが、新軍部とはある程度の距離を保っていた。議事進行中に発言を申請したある新韓民主党の議員に対し、発言申請書の裏面に「お前はちょっと我慢しろ」と書いて返した一方、5共初期の新軍部に向かって「運転免許を取ったばかりの人たちだから、険しい道を急いで走らないで、目を瞑るな」と忠告するなど、新軍部に近からず遠からずの姿勢で接したと評価される。
晩年は故郷の土地7万坪余りと先祖の墓地が軍浦市の新都市開発により収用され、本人は行政訴訟も起こしたが撤去せざるを得なかった。
日本の勲一等修交勲章の受章者、中央大学の名誉博士である。李の死後、遺志により、社会貢献・人材育成を目的とする「雲耕財団」が創設された。